# Die Breslauer Rats- und Stadtgeschlechter in der Zeit von 1241 bis 1741
Die Breslauer Rats- und Stadtgeschlechter in der Zeit von 1241 bis 1741 ist der Titel eines fünfbändigen, in den Jahren von 1986 bis 1991 publizierten Werks von Oskar Pusch über Adels- und Patriziergeschlechter der niederschlesischen Stadt Breslau seit ihrer „(zweiten) Lokation zu deutschem Recht bis zum Ende der alten Ratsverfassung nach der Annexion Schlesiens durch Preußen“.

## Entstehung
Pusch veröffentlichte den ersten Band im Alter von 84 Jahren. „Wie kein anderer“, beurteilte Friedrich Wilhelm Euler, der Rezensent Puschs ersten Bandes, habe Pusch die Vorarbeiten dieses „Wirkungsgebiet“ kennengelernt, Widersprüche aufzulösen versucht und überlieferte Irrtümer beseitigt. Pusch arbeitete jahrelang daran und gewann durch seine „unermüdliche Korrespondenz mit allen Schlesienforschern“ unterstützende Mitwirkung. Winfried Irgang sprach sogar von jahrzehntelanger bzw. über 30-jähriger Sammeltätigkeit und Beschäftigung Puschs mit den Breslauer Geschlechtern nach und neben dessen Beruf in der Finanzverwaltung.
Den Anlass des ausführlichen Werks gaben ihm Auseinandersetzungen mit Hans-Jürgen von Witzendorff-Rehdiger und Rudolf Stein, deren zahlreiche Fehler Pusch überzeugend dargelegt hatte, insbesondere in Steins Der Rat und die Ratsgeschlechter des alten Breslau.
Pusch verstarb weniger Monate nach Abschluss des fünften Bandes im Alter von 90 Jahren.

## Inhalt und Quellen
Die Darstellung jedes der verschiedenen Geschlechtern erfolgt nach dem Schema: Übersicht mit Herkunfts- und Verbleibangaben und der Entfaltung in Schlesien und in Breslau; Stammfolge mit ausgewählten (Kurz-)Biographien; Beschreibung des Wappens; Literaturangaben.
Das Gesamtwerk unterteilt das Alphabet in fünf Abschnitte (A–F; G–K; L–R; S–U; V–Z) des Alphabets, von denen jeder die nach „strengen Kriterien“ ausgewählten Geschlechter abhandelt. Sind im ersten Band 101 Geschlechter mit inbegriffen, sind es in den folgenden Bänden immer weniger (84; 70; 48; 26). Insgesamt sind es über 300. Im fünften Band finden sich ein ausführliches Orts- und Personenregister mit insgesamt ca. 250 Seiten. Bemerkenswert ist die Fülle der Abbildungen und Lebensläufe.
Pusch beschränkte sich auf die Breslauer Geschichte der jeweiligen Geschlechter, zeichnete aber Umrisse ihres Gesamtbildes auch außerhalb Breslaus. Kleinfamilien, beispielsweise nur bestehend aus Eltern und Kindern, ließ er angesichts der sonst ausufernden Fülle aus. In Breslau waren Rats- und Patrizierfamilien zahlreich, weil sie nicht durch ein Geburtsrecht begrenzt waren.
Quellentechnisch beschränkte sich Pusch auf Werke der Vorkriegszeit und westliche genealogische Werke. Es blieben die schlesischen Archive und Bibliotheken unberücksichtigt, zu denen Pusch zum Zeitpunkt des Beginns seiner Sammeltätigkeit Pusch auch gar keinen Zugang hatte. Ausblickend erwähnte Irgang als potentiell wertvolle Quellen beispielsweise das, nebenbei bemerkt von ihm selbst verfasste, Schlesische Urkundenbuch und das trotz hoher Verluste überaus bestandsreiche Breslauer Staatsarchiv.
Die Grundlage Puschs Werks ist Albrecht von Reichels Manuscriptum genealogicum Reichelianum, das Pusch, so Winfried Irgang, voll ausschöpfte. Außerdem stützte sich Pusch „sehr sorgfältig“ auf „einschlägige genealogische Literatur“ und viele ältere Quellen.

## Bewertung
Euler bemerkte einzelne „kleine Lese- und Diktatfehler“, die er aufgrund „einer solchen Riesendatenfülle“ als unvermeidlich bewertete. Euler stellte innerhalb seines Aufsatzes über Puschs ersten Band zwei Tatsachen richtig, die sich auf die Geschlechter Ehem und Fürst von Kupferberg bezogen und auf eine in der Literatur fortgesetzte Fälschung bzw. Lüge zurückgehen.
Irgang bemängelte angesichts der Fülle an Material die teilweise fehlerhafte Anwendung von Einrückungen, was bei spezieller Anwendung des Personenregisters durch den Leser zu Irritationen führen könnte. Zudem sei einiges zu ausführlich behandelt, Literaturangaben hätten für einen besseren Überblick in den spärlich kommentierten Literaturverweisen, anstatt im Text auskommentiert werden sollen, so Irgangs Meinung. Insgesamt aber betonte Irgang, dass eine abschließende Darstellung der alten Breslauer Ratsgeschlechter noch immer nicht vorgelegt wurde, und empfahl Puschs Werk „freilich dennoch“ als gewinnbringende Verwendung für alle Arbeiten zur Breslauer Geschichte im Mittelalter bzw. der frühen Neuzeit.

## Buch
Der erste Band hat die Maße 22,5 × 15,5 cm und nach einem 28-seitigem Vorwort 453 Seiten, dazu noch einige Abbildungen. Er war zum Zeitpunkt der Herausgabe für 78 DM erhältlich. Käufer mussten sich damals verpflichten, auch die weiteren Bände zu kaufen.
Die weiteren Bände haben kein Vorwort und neben jeweils 17 bis 33 Abbildungen im Vorspann 455, 426, 365 bzw. 419 Seiten.

## Ausgabe
Die Breslauer Rats- und Stadtgeschlechter in der Zeit von 1241 bis 1741 (Veröffentlichung der Forschungsstelle Ostmitteleuropa an der Universität Dortmund, Reihe B), 5 Bände, Dortmund 1986–1991:
- Band 1 (A–F) 1986, ISBN 3-923293-16-X, PDF;
- Band 2 (G–K) 1987, ISBN 3-923293-20-8, PDF;
- Band 3 (L–R) 1988, ISBN 3-923293-25-9, PDF;
- Band 4 (S–U) 1990, ISBN 3-923293-26-7, PDF;
- Band 5 (V–Z) 1991, ISBN 3-923293-31-3, PDF